# George Lyon
George Lyon (født 16. juli 1956) er siden 2009 britisk medlem af Europa-Parlamentet, valgt for Liberal Democrats (indgår i parlamentsgruppen ALDE).